# Fritz Pilz
Fritz Pilz (26. September 1927 in Untertal bei Schladming – 14. Jänner 2016) war ein österreichischer Bildhauer. Er war seit 1957 mit Margot Pilz verheiratet.
Pilz absolvierte eine Keramikerlehre und die Bundesfachschule für Holz und Steinbearbeitung in Hallein. Von 1950 bis 1954 studierte er an der Akademie der Bildenden Künste in Wien Bildhauerei bei Fritz Wotruba.
Anfangs arbeitete er noch rein gegenständlich, doch bald gelangte er zu einer für ihn typischen, abstrakten Formensprache. Trotz der Abstraktion vom Naturvorbild assoziieren seine Gestaltungen die natürliche Realität. Er hatte ein haptisch sinnliches Verhältnis zum Material, in Holz wie auch in Stein.
Pilz entwickelte einen unverkennbaren persönlichen Stil. Etliche seiner Werke fanden Eingang in den öffentlichen Raum Wiens und in Sammlungen wie die des MUSA (Stadt Wien) oder der Artothek des Bundes. Fritz Pilz war Mitglied der Secession. 2009 übergab er seinen Vorlass der Kulturabteilung der Stadt Wien.
Pilz ist auf dem Wiener Zentralfriedhof bestattet.

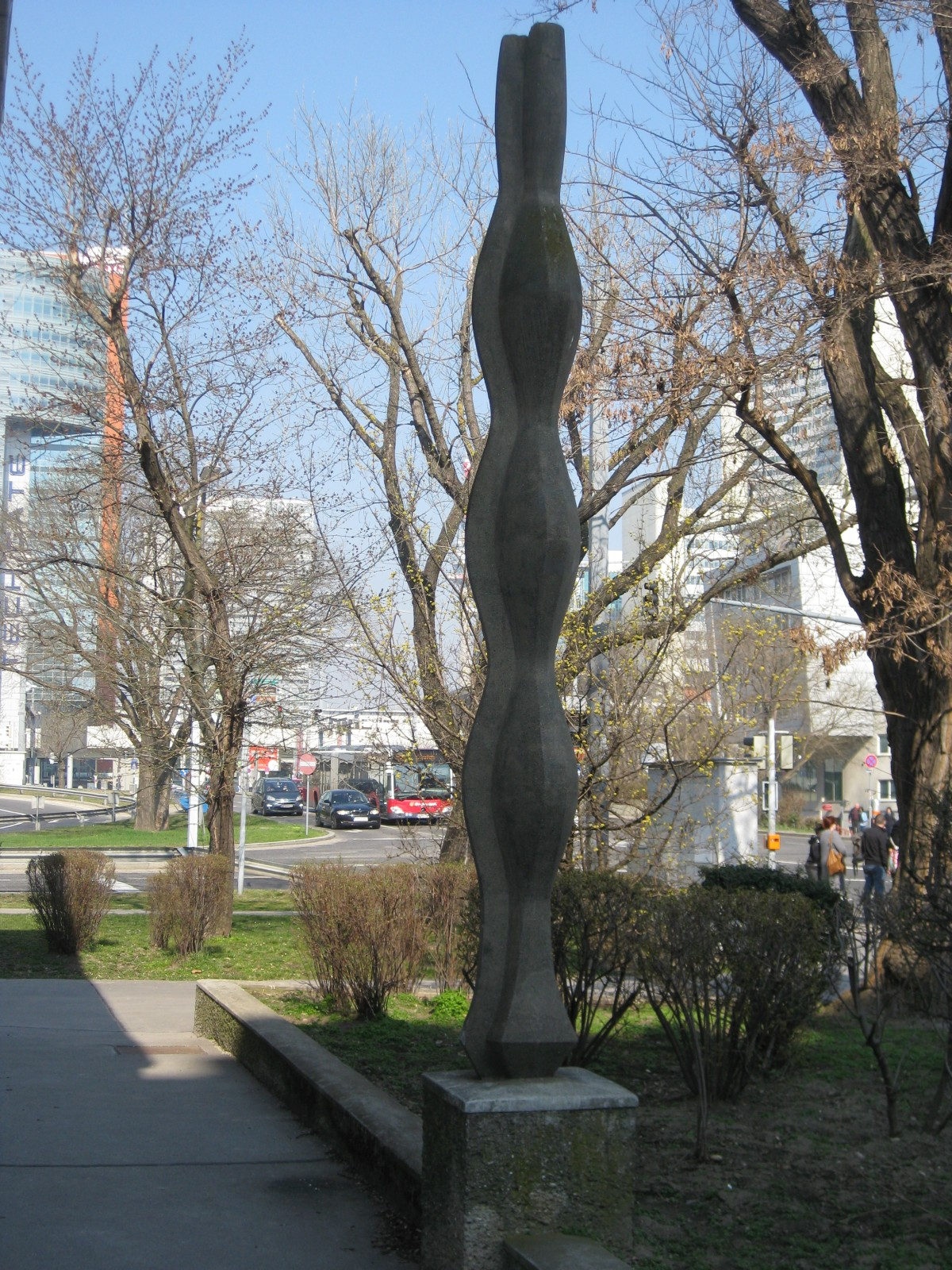
Aufstrebende, Kunststeinplastik vor der Musikschule Donaustadt, 1963
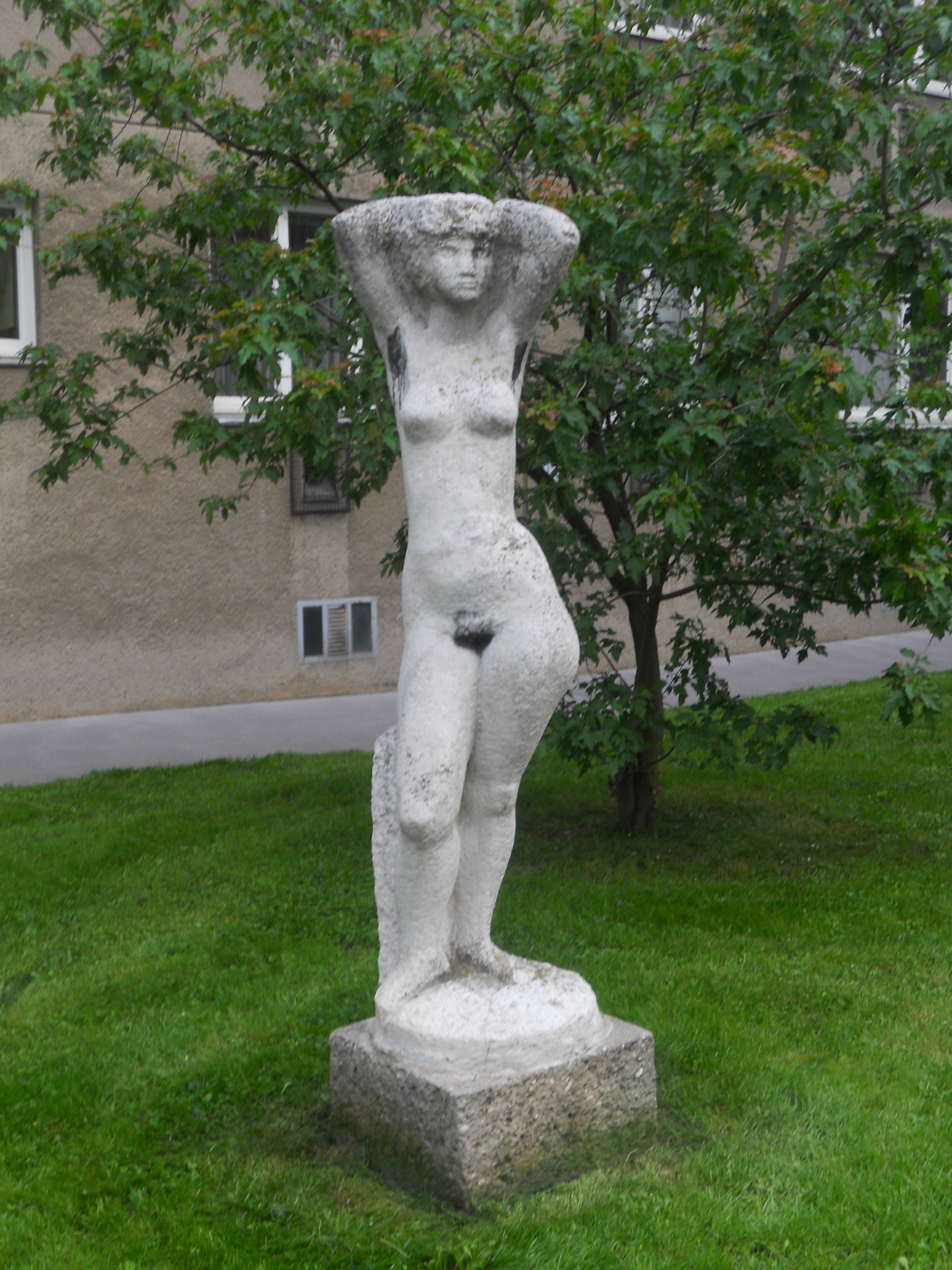
Stehende Weibliche Figur, Simmering, 1966
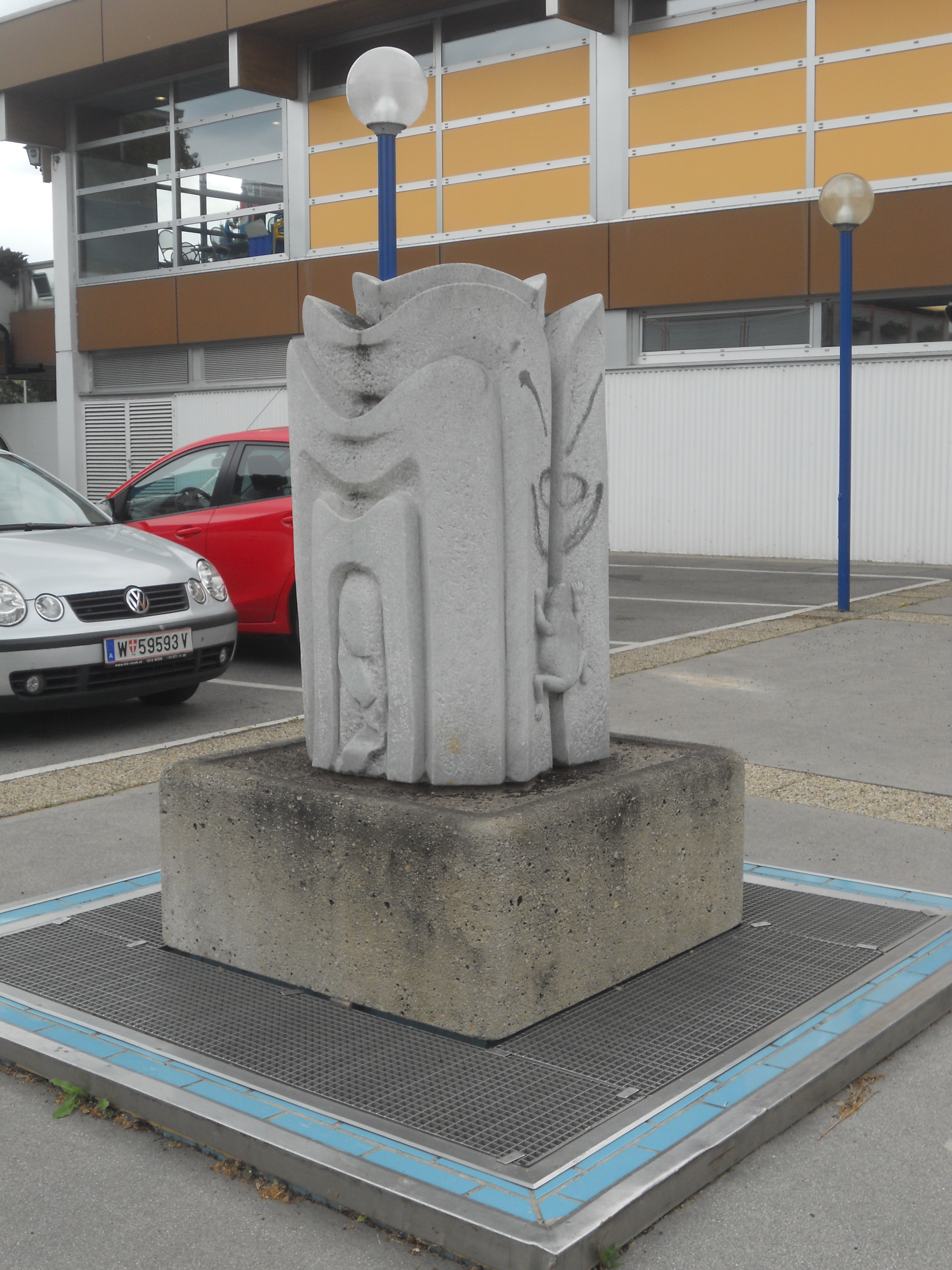
Brunnenskulptur vor dem Kagraner Hallenbad